# Knox County (Indiana)
Das Knox County ist ein County im US-amerikanischen Bundesstaat Indiana. Im Jahr 2010 hatte das County 38.440 Einwohner und eine Bevölkerungsdichte von 28,8 Einwohnern pro Quadratkilometer. Der Verwaltungssitz (County Seat) ist Vincennes.

## Geografie
Das County liegt im Südwesten von Indiana am östlichen Ufer des Wabash River, der die Grenze zu Illinois bildet. Es hat eine Fläche von 1357 Quadratkilometern, wovon 21 Quadratkilometer Wasserfläche sind.
Im Osten und im Süden wird das County durch den White River bis zu dessen Mündung in den Wabash River umflossen.
An das Knox County grenzen folgende Nachbarcountys:
| Crawford County (Illinois) | Sullivan County | Greene County  |
| Lawrence County (Illinois) |                 | Daviess County |
| Wabash County (Illinois)   | Gibson County   | Pike County    |

## Geschichte

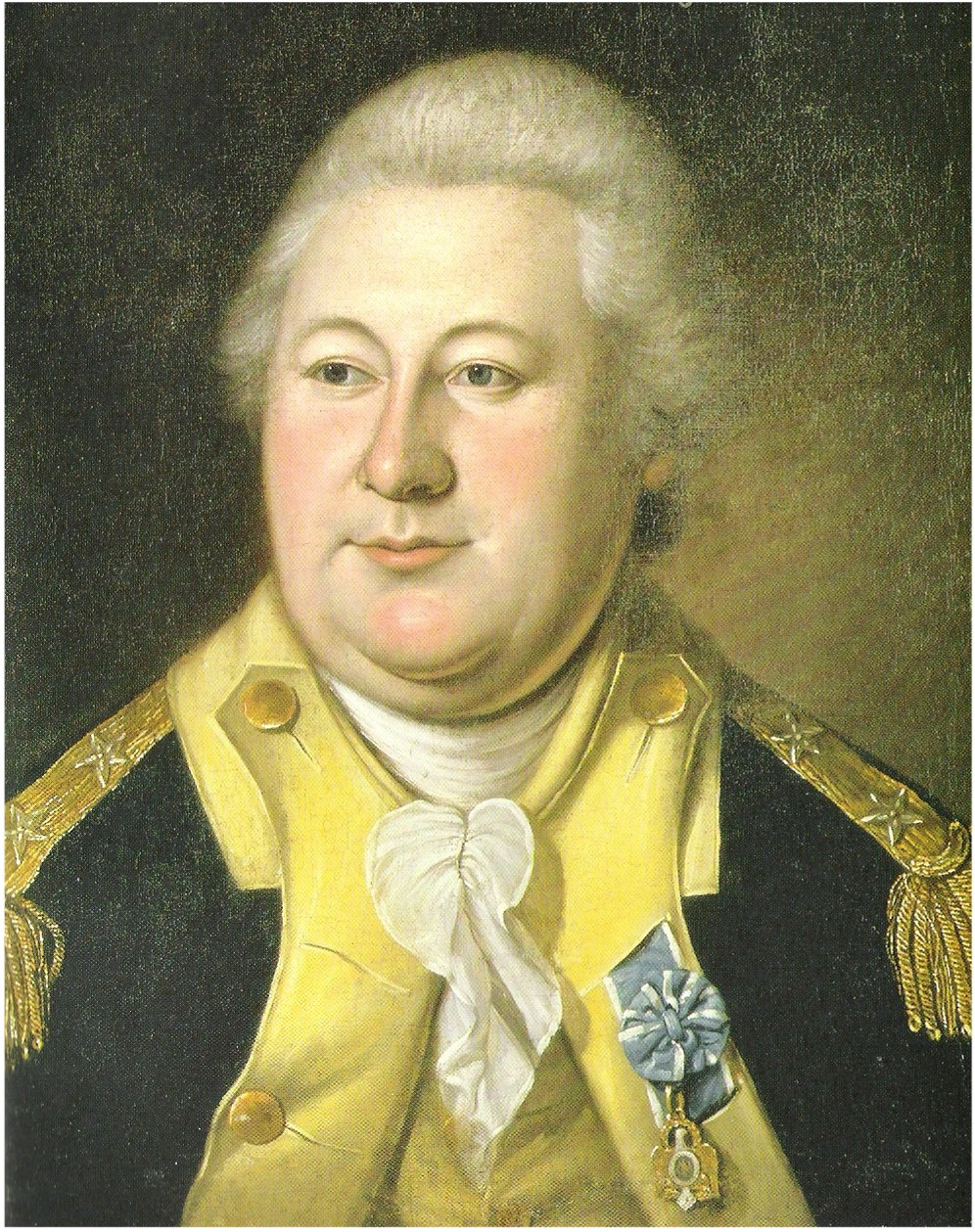
H. Knox

Das Knox County wurde am 20. Juni 1790 als Original-County aus dem Northwest Territory gebildet. Benannt wurde es nach Henry Knox (1750–1806), einem General der Kontinentalarmee im Amerikanischen Unabhängigkeitskrieg und erstem US-Kriegsminister (1789–1794).

### Historische Objekte

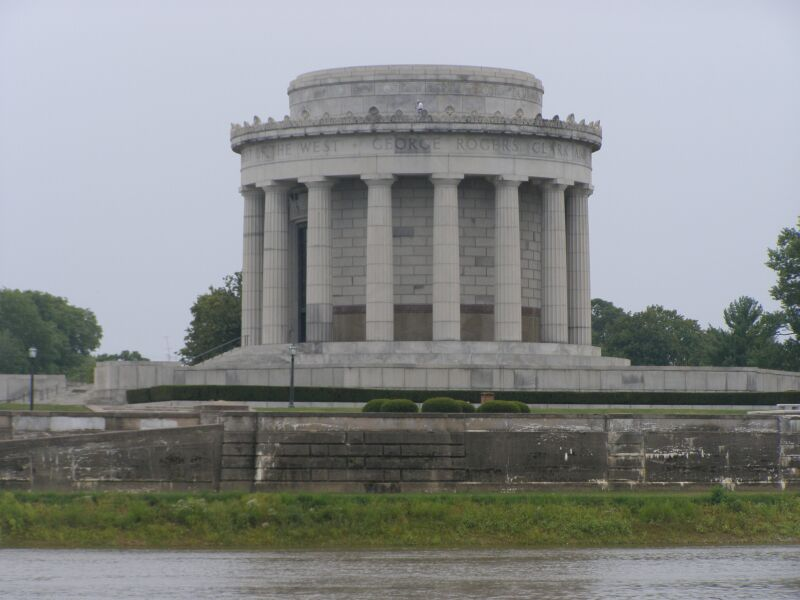
Memorial Rotunda im George Rogers Clark National Historical Park

In Vincennes befindet sich am Ufer des Wabash River der George Rogers Clark National Historical Park, ein nach dem Pionier George Rogers Clark benannter National Historical Park.
Weitere historische Objekte:
Liste der Einträge im National Register of Historic Places im Knox County (Indiana)

## Demografische Daten
Nach der Volkszählung im Jahr 2010 lebten im Knox County 37.440 Menschen in 14.866 Haushalten. Die Bevölkerungsdichte betrug 28,8 Einwohner pro Quadratkilometer. In den 14.866 Haushalten lebten statistisch je 2,39 Personen.
Ethnisch betrachtet setzte sich die Bevölkerung zusammen aus 95,2 Prozent Weißen, 2,8 Prozent Afroamerikanern, 0,2 Prozent amerikanischen Ureinwohnern, 0,6 Prozent Asiaten sowie aus anderen ethnischen Gruppen; 1,1 Prozent stammten von zwei oder mehr Ethnien ab. Unabhängig von der ethnischen Zugehörigkeit waren 1,7 Prozent der Bevölkerung spanischer oder lateinamerikanischer Abstammung.
21,2 Prozent der Bevölkerung waren unter 18 Jahre alt, 62,9 Prozent waren zwischen 18 und 64 und 15,9 Prozent waren 65 Jahre oder älter. 49,6 Prozent der Bevölkerung war weiblich.

Das jährliche Durchschnittseinkommen eines Haushalts lag bei 40.391 USD. Das Pro-Kopf-Einkommen betrug 20.841 USD. 16,0 Prozent der Einwohner lebten unterhalb der Armutsgrenze.

## Ortschaften im Knox County
Citys
- Bicknell
- Vincennes

Towns
| - Bruceville - Decker - Edwardsport - Monroe City | - Oaktown - Sandborn - Wheatland |

Census-designated places (CDP)
- Emison
- Freelandville
- Ragsdale
- Westphalia

Andere Unincorporated Communities
| - Bandmill - Beal - Busseron - Cantaloupe | - Fritchton - Indian Creek Settlement - Iona - Johnstown | - Little Rock - Orrville - Purcell - Ridgleville | - Sisson - Verne - Vollmer - Willis |

## Gliederung
Das Knox County ist in zehn Townships eingeteilt:
| Township            | Einwohner (2010) | FIPS     |
| ------------------- | ---------------- | -------- |
| Busseron Township   | 1393             | 18-09514 |
| Decker Township     | 227              | 18-17128 |
| Harrison Township   | 1916             | 18-31864 |
| Johnson Township    | 1382             | 18-38700 |
| Palmyra Township    | 1466             | 18-57744 |
| Steen Township      | 900              | 18-72908 |
| Vigo Township       | 4031             | 18-79118 |
| Vincennes Township  | 23.707           | 18-79217 |
| Washington Township | 2286             | 18-80738 |
| Widner Township     | 1132             | 18-84158 |